# Claudio Baglioni

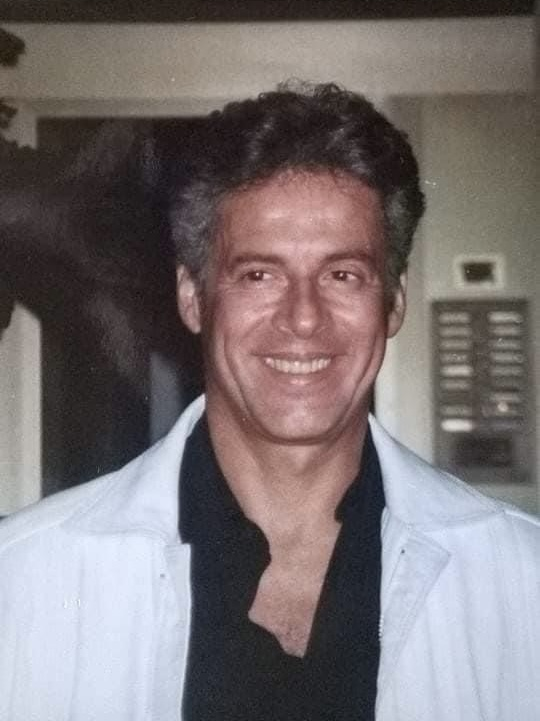
Claudio Baglioni 1998

Claudio Baglioni (* 16. Mai 1951 in Rom als Claudio Enrico Paolo Baglioni) ist ein italienischer Cantautore und Sänger, der seit 1970 tätig ist.
Mit dem Album Questo piccolo grande amore (1972) und dem gleichnamigen Titelsong setzte anhaltender Erfolg ein; insgesamt stand Baglioni zwölfmal an der Spitze der Albumcharts. Drückte er in seiner Musik anfangs hauptsächlich „unter Jugendlichen verbreitete Gefühle“ aus, wandelte sich sein Stil im Verlauf der Jahre zu „einem immer reiferen und stärker artikulierten musikalischen Feingefühl“. Das Fehlen sozialkritischer Inhalte unterschied ihn von vielen seiner Musikerkollegen und führte Ende der 80er-Jahre auch zu einem kurzzeitigen Popularitätsverlust; dennoch behielt er eine Protagonistenrolle in der italienischen Musikszene bei.

## Biografie

### Anfänge
Claudio Baglioni wurde in Rom als Sohn eines Carabiniere und einer Schneiderin geboren. Er wuchs in Centocelle auf und nahm ab 1965 an diversen Newcomer-Gesangswettbewerben teil. Seinen ersten bezahlten öffentlichen Auftritt hatte er 1966. Im Jahr darauf schrieb Baglioni mit Annabel Lee sein erstes, von den Gedichten Edgar Allan Poes inspiriertes Lied. Nach erstem Probesingen und weiteren selbst geschriebenen Liedern, die später auch von anderen Musikern gesungen wurden (so Mia Martini und Rita Pavone), erhielt Baglioni 1969 einen Vertrag beim Plattenlabel RCA Italiana. Schon 1970 erschien dort mit Unterstützung des Produzenten Antonio Coggio, der ihn noch viele Jahre lang begleitete, sein erstes selbstbetiteltes Album; trotz Teilnahme am Wettbewerb Un disco per l’estate gelang kein nennenswerter Erfolg. 1971 folgte das Album Un cantastorie dei giorni nostri.

### Erfolg und Rückschläge
Im Jahr 1972 nahm Baglioni drei Lieder für den Film Bruder Sonne, Schwester Mond des Regisseurs Franco Zeffirelli auf. Mit dem Titellied Fratello sole, sorella luna gelang ihm der erste Singleerfolg in den Charts. Außerdem landete Rita Pavone mit dem von ihm geschriebenen Lied Bonjour la France ein Erfolg in den französischen Charts. Den Durchbruch bedeutete für Baglioni in diesem Jahr sein drittes Album Questo piccolo grande amore. Der Titelsong des Konzeptalbums war ein Nummer-eins-Hit und erwies sich als „einer der größten und langlebigsten Erfolge in der italienischen canzone d’autore“ bei „mehreren Generationen von Italienern“. Ab 1973 gab Baglioni weitere vier erfolgreiche Alben bei RCA heraus, die ihm eine große Anhängerschaft von Fans sicherten. Das Album E tu… von 1974, an dem auch Vangelis beteiligt war, wurde beim Festivalbar-Wettbewerb ausgezeichnet. Es folgten Erfolge in Spanien und in Südamerika, 1975 tourte er durch Argentinien, Brasilien, Perú, Venezuela und Mexiko. Nach Solo (1977) und einer Tournee durch die USA und Kanada wechselte Baglioni zum Label CBS.
Das erste Album bei CBS war E tu come stai? (1978). Nach weiteren internationalen Tourneen erschien 1981 sein Album Strada facendo, dem weitere erfolgreiche Konzerte und ein Livealbum folgten. Mit dem anlässlich der Geburt seines Sohnes Giovanni geschriebenen Avrai gelang ihm 1982 noch ein Nummer-eins-Hit. 1985 erschien Baglionis zehntes Studioalbum La vita è adesso, außerdem trat der Sänger als Gast beim Sanremo-Festival 1985 auf und nahm die Auszeichnung Schönstes Lied des Jahrhunderts (für Questo piccolo grande amore) entgegen. Mit Notti di Note erschien die erste offizielle Biografie über Baglioni. Zu einem Karrieretief führte 1988 sein Auftritt bei einem von Amnesty International (AI) in Turin veranstalteten Benefizkonzert, in dem er als Vertreter Italiens neben Peter Gabriel, Sting, Bruce Springsteen, Tracy Chapman und Youssou N’Dour auftrat: Weil er im Gegensatz zu vielen seiner italienischen Kollegen keinerlei sozialkritische Aspekte in seinen Liedern thematisierte und als Hauptvertreter der „schmachtenden Liebesschnulze“ (canzone sentimentale tormentata) galt, lehnten große Teile des Publikums seine Präsenz ab. Er erntete  Auspfiffe und Flaschenwürfe. AI-Präsidentin Franca Sciuto hatte Baglionis Auswahl damit begründet, dass er unter seinen Kollegen (wie Zucchero oder Angelo Branduardi) am besten in der Lage sei, Massen zu bewegen und ein junges Publikum anzusprechen. Baglioni zog sich zeitweise aus der Öffentlichkeit zurück.
Nun bei Sony Music, veröffentlichte Baglioni sein nächstes Album Oltre 1990, auf dem auch internationale Musiker wie Paco de Lucía, Youssou N’Dour, Didier Lockwood, Tony Levin oder Manu Katché Gastauftritte hatten. In den Folgejahren unternahm er wieder mehrere Tourneen, zu denen anschließend die Live-Alben Assieme und Ancorassieme erschienen. 1995 folgte das nächste Studioalbum Io sono qui. Am 27. Oktober 1996 nahm er auf Einladung der FAO am World Food Day Concert in Rom teil. In diesem Jahr begann Baglioni auch, sich verstärkt im Fernsehen zu präsentieren. Zum Weihnachtsfest des Jahres 1996 trat er im Vatikan auf. Ein größerer Fernsehauftritt war 1997 die Beteiligung an der Musiksendung Anima mia mit Fabio Fazio, in der er bekannte Lieder aus den 70er-Jahren vortrug. Die präsentierten Lieder veröffentlichte Baglioni später auf dem Coveralbum Anime in gioco. Der italienische Fußballverband FIGC beauftragte zu seinem hundertjährigen Bestehen 1998 den Sänger mit der Komposition der Hymne Da me a te; dieses Lied, das Baglioni vor dem Länderspiel Italien–Paraguay präsentierte, brachte ihm einen weiteren Nummer-eins-Hit. Mit Liveübertragungen seiner Konzerte im Hauptprogramm der RAI setzte er seine Fernsehpräsenz fort, der Fernsehsendung L’ultimo valzer (wieder zusammen mit Fazio) war 1999 jedoch nicht der erhoffte Erfolg beschieden. Noch 1999 erschien sein nächstes Album Viaggiatore sulla coda del tempo, gefolgt von Konzerten und mehreren Livealben.

### Seit 2000
Im Jahr 2003 wurde Baglioni von Staatspräsident Carlo Azeglio Ciampi mit dem Verdienstorden der Italienischen Republik (Komtur) ausgezeichnet. In diesem Jahr veröffentlichte er auch sein Album Sono io, l’uomo della storia accanto, mit dem er an frühere Erfolge anknüpfen konnte. Es folgte eine Tournee durch ganz Italien, mit Gastauftritten von einer Vielzahl seiner Sängerkollegen, darunter Andrea Bocelli, Laura Pausini, Gianni Morandi, Biagio Antonacci und Renato Zero. Weitere Auftritte und Konzerte schlugen sich in diversen Livealben nieder.
Um auf Probleme der Migration aufmerksam zu machen, war Baglioni 2003–2012 aktiv für die Stiftung O’Scià tätig und veranstaltete Benefizkonzerte mit einer Vielzahl seiner Musikerkollegen. Im Mai 2004 trat er bei einem Freundschaftsspiel zu wohltätigen Zwecken zwischen einer englischen Sängermannschaft und der italienischen Nazionale italiana cantanti als Trainer der Italiener in Erscheinung; im Jahr darauf spielte er selbst für das Team. Im Juni des Jahres machte Baglioni an der Universität La Sapienza seinen Abschluss in Architektur. 2005 und 2006 veröffentlichte der Sänger zwei jeweils dreiteilige Best-of-Alben unter den Titeln Tutti qui und Gli altri tutti qui. Für die Olympischen Winterspiele in Turin schrieb er die offizielle Hymne Va’/Go; außerdem partizipierte er als Fackelträger.
Ausgehend vom neuen Projekt Q.P.G.A. startete im November 2008 die neue Tournee A prima vista. QPGA steht für Questo piccolo grande amore und stellt eine großangelegte Neubearbeitung des Albums von 1972 dar, mit der ein gleichnamiger Film von Riccardo Donna und ein gleichnamiger Roman von Baglioni einhergingen. Das Doppelalbum Q.P.G.A. erschien Ende 2009, nach einer Tournee, und enthielt neben den neubearbeiteten Titeln des Originals auch neue Lieder und diverse Gastbeiträge. Bis 2010 war Baglioni mit der anschließenden ConcertOpera-Tour (unter der Regie von Duccio Forzano) durch Italien unterwegs. Später im Jahr ließ er auch eine internationale Tour folgen.

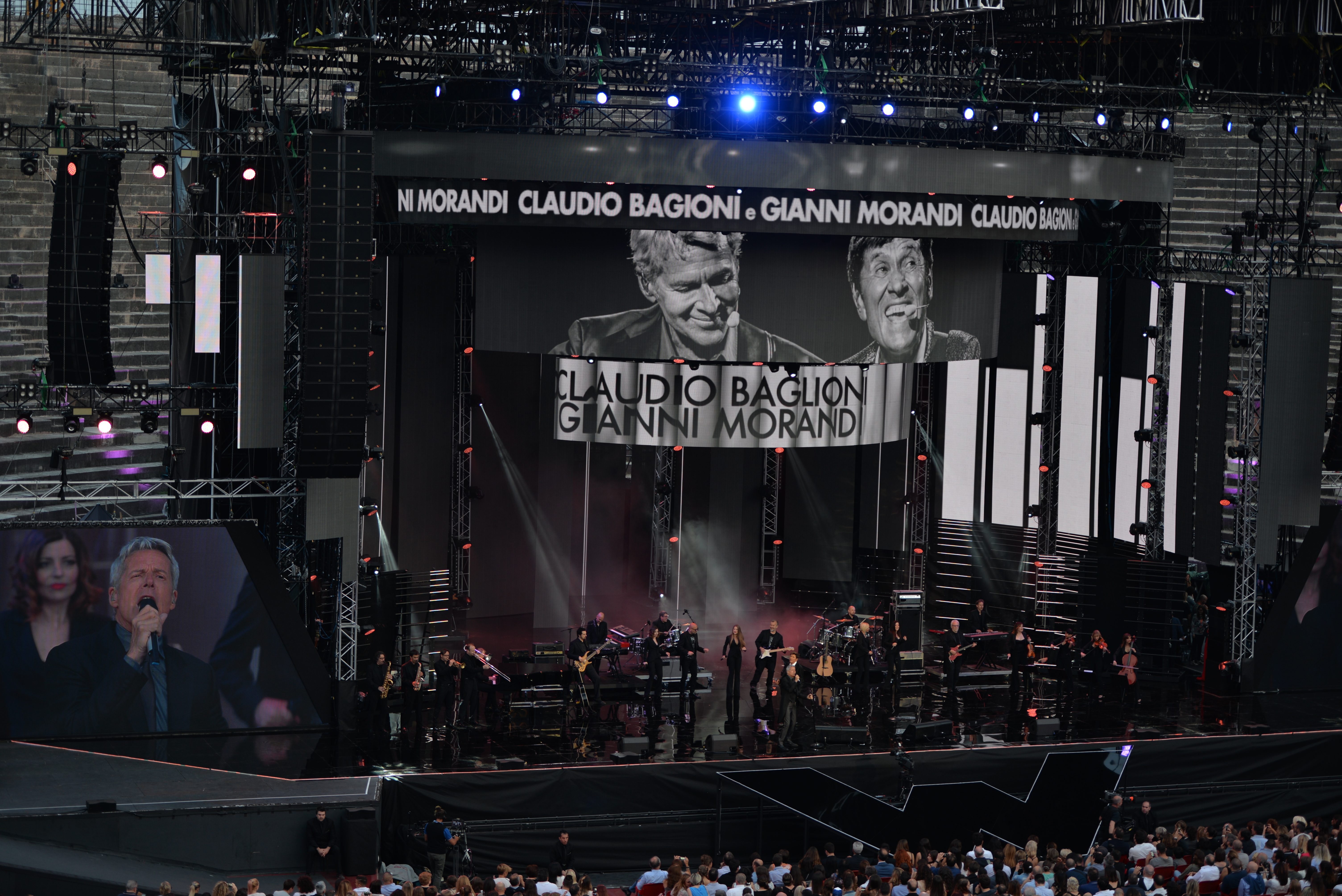
Auftritt mit Gianni Morandi bei den Wind Music Awards 2016

Nach einer Jubiläumsausgabe von Strada facendo 2011 meldete sich Baglioni 2012 mit dem Weihnachtsalbum Un piccolo Natale in più zurück, das Coverversionen bekannter internationaler Weihnachtslieder enthielt. Im folgenden Jahr begann er das Projekt ConVoi, in dessen Rahmen er im Wochenrhythmus neue Lieder ausschließlich über den iTunes Store veröffentlichte; damit gelangen ihm neue Erfolge in den Singlecharts, und auch das im Anschluss veröffentlichte Album war erfolgreich. 2015 erschien Baglionis Buch Inter nos, außerdem startete er zusammen mit Gianni Morandi das Projekt Capitani coraggiosi.
Als künstlerischer Leiter und Moderator (an der Seite von Michelle Hunziker und Pierfrancesco Favino) präsentierte Baglioni das Sanremo-Festival 2018. Diese Rolle übernahm er auch 2019. 2020 präsentierte er mit In questa storia che è la mia erstmals wieder ein neues Studioalbum.

## Diskografie

### Studioalben
| Jahr | Titel Musiklabel                              | Höchstplatzierung, Gesamtwochen, AuszeichnungChartplatzierungen (Jahr, Titel, Musiklabel, Platzierungen, Wochen, Auszeichnungen, Anmerkungen) | Höchstplatzierung, Gesamtwochen, AuszeichnungChartplatzierungen (Jahr, Titel, Musiklabel, Platzierungen, Wochen, Auszeichnungen, Anmerkungen) | Anmerkungen |
| Jahr | Titel Musiklabel                              | IT | CH | Anmerkungen |
| ---- | --------------------------------------------- | --- | --- | --- |
| 1970 | Claudio Baglioni RCA                          | IT66 Gold (2013) · (2 Wo.)IT | — | Erstveröffentlichung: September 1970 erreichte erst 2010, 40 Jahre nach Veröffentlichung, die Charts Verkäufe: + 30.000 |
| 1971 | Un cantastorie dei giorni nostri RCA          | — | — | Erstveröffentlichung: September 1971                                                                                    |
| 1972 | Questo piccolo grande amore RCA               | IT2 (25 Wo.)IT | — | 2000 Platz 32 (7 Wochen) in den FIMI-Charts (als Edition Dischi d’oro)                                                  |
| 1973 | Gira che ti rigira amore bello RCA            | IT4 (32 Wo.)IT | — | Erstveröffentlichung: 20. März 1973                                                                                     |
| 1974 | E tu… RCA                                     | IT1 (26 Wo.)IT | — | 2000 Platz 83 (2 Wochen) in den FIMI-Charts (als Edition Dischi d’oro)                                                  |
| 1975 | Sabato pomeriggio RCA                         | IT1 (25 Wo.)IT | — | |
| 1977 | Solo RCA                                      | IT2 (27 Wo.)IT | — | |
| 1978 | E tu come stai? CBS                           | IT1 Gold · (27 Wo.)IT | — | |
| 1981 | Strada facendo CBS                            | IT1 (36 Wo.)IT | — | 2011 Platz 29 (6 Wochen) in den FIMI-Charts (Jubiläumsedition 30° anniversario)                                         |
| 1985 | La vita è adesso CBS                          | IT1 Gold (2025) · (42 Wo.)IT | — | |
| 1990 | Oltre CBS                                     | IT1 (16 Wo.)IT | — | Erstveröffentlichung: 17. November 1990                                                                                 |
| 1995 | Io sono qui Columbia                          | IT1 (31 Wo.)IT | — | |
| 1996 | Attori e spettatori Columbia                  | IT2 (19 Wo.)IT | — | Erstveröffentlichung: 21. November 1996                                                                                 |
| 1997 | Anime in gioco Columbia                       | IT1 (18 Wo.)IT | — | Erstveröffentlichung: 15. Mai 1997 Coveralbum                                                                           |
| 1999 | Viaggiatore sulla coda del tempo Columbia     | IT1 (27 Wo.)IT | CH56 (10 Wo.)CH | Erstveröffentlichung: 12. November 1999                                                                                 |
| 2003 | Sono io, l’uomo della storia accanto Columbia | IT1 (62 Wo.)IT | CH57 (5 Wo.)CH | |
| 2006 | Quelli degli altri tutti qui Columbia         | IT1 (23 Wo.)IT | — | Erstveröffentlichung: Oktober 2006 Coveralbum                                                                           |
| 2009 | Q.P.G.A. Sony Music                           | IT4 ×2Doppelplatin · (28 Wo.)IT | CH94 (1 Wo.)CH | Erstveröffentlichung: 27. November 2009 Coveralbum Verkäufe: + 140.000                                                  |
| 2012 | Un piccolo Natale in più Sony Music           | IT8 Gold · (9 Wo.)IT | — | Erstveröffentlichung: 20. November 2012 Weihnachtsalbum Verkäufe: + 30.000                                              |
| 2013 | ConVoi Sony Music                             | IT2 Platin · (30 Wo.)IT | CH99 (1 Wo.)CH | Erstveröffentlichung: 22. Oktober 2013 Verkäufe: + 50.000                                                               |
| 2020 | In questa storia che è la mia Sony Music      | IT2 Platin · (13 Wo.)IT | CH43 (1 Wo.)CH | Erstveröffentlichung: 4. Dezember 2020 Verkäufe: + 50.000                                                               |

grau schraffiert: keine Chartdaten aus diesem Jahr verfügbar

### Livealben
| Jahr | Titel Musiklabel                         | Höchstplatzierung, Gesamtwochen, AuszeichnungChartplatzierungen (Jahr, Titel, Musiklabel, Platzierungen, Wochen, Auszeichnungen, Anmerkungen) | Höchstplatzierung, Gesamtwochen, AuszeichnungChartplatzierungen (Jahr, Titel, Musiklabel, Platzierungen, Wochen, Auszeichnungen, Anmerkungen) | Anmerkungen                                                                 |
| Jahr | Titel Musiklabel                         | IT | CH | Anmerkungen                                                                 |
| ---- | ---------------------------------------- | --- | --- | --------------------------------------------------------------------------- |
| 1982 | Alè-oò CBS                               | IT2 (21 Wo.)IT | — | Erstveröffentlichung: 6. Februar 1982                                       |
| 1986 | Assolo CBS                               | IT4 (12 Wo.)IT | — | Erstveröffentlichung: 29. Januar 1986                                       |
| 1992 | Assieme (oltre il concerto) Columbia     | IT2 (16 Wo.)IT | — | Erstveröffentlichung: 15. Juli 1992                                         |
| 1992 | Ancorassieme Columbia                    | IT5 (14 Wo.)IT | — | Erstveröffentlichung: 20. November 1992                                     |
| 1996 | Attori e spettatori Columbia             | IT2 (19 Wo.)IT | — | Erstveröffentlichung: 21. November 1996                                     |
| 1998 | A-Live Columbia                          | IT5 (6 Wo.)IT | — | Erstveröffentlichung: 17. September 1998                                    |
| 2000 | Acustico Columbia                        | IT11 (13 Wo.)IT | — | Erstveröffentlichung: 24. November 2000                                     |
| 2005 | Crescendo e cercando Columbia            | IT1 (19 Wo.)IT | — | Erstveröffentlichung: Februar 2005                                          |
| 2007 | Buon viaggio della vita Columbia         | IT3 (20 Wo.)IT | — | Erstveröffentlichung: 29. Juni 2007                                         |
| 2010 | Per il mondo. World Tour 2010 Sony Music | IT5 Gold · (21 Wo.)IT | — | Erstveröffentlichung: 25. Oktober 2010 Verkäufe: + 30.000                   |
| 2016 | Capitani Coraggiosi – Il live Sony Music | IT1 Platin · (50 Wo.)IT | — | Erstveröffentlichung: 5. Februar 2016 mit Gianni Morandi Verkäufe: + 50.000 |

grau schraffiert: keine Chartdaten aus diesem Jahr verfügbar
Weitere Livealben
- 2001: InCanto tra pianoforte e voce

### Kompilationen (Auswahl)
| Jahr | Titel Musiklabel                                   | Höchstplatzierung, Gesamtwochen, AuszeichnungChartplatzierungen (Jahr, Titel, Musiklabel, Platzierungen, Wochen, Auszeichnungen, Anmerkungen) | Höchstplatzierung, Gesamtwochen, AuszeichnungChartplatzierungen (Jahr, Titel, Musiklabel, Platzierungen, Wochen, Auszeichnungen, Anmerkungen) | Anmerkungen                                               |
| Jahr | Titel Musiklabel                                   | IT | CH | Anmerkungen                                               |
| ---- | -------------------------------------------------- | --- | --- | --------------------------------------------------------- |
| 1984 | I grandi successi di Claudio Baglioni Siglaquattro | IT5 (17 Wo.)IT | — |                                                           |
| 1985 | Claudio RCA                                        | IT13 (3 Wo.)IT | — |                                                           |
| 1996 | Le origini RCA                                     | IT6 (12 Wo.)IT | — |                                                           |
| 1997 | Gli anni 70                                        | IT16 (9 Wo.)IT | — |                                                           |
| 2005 | Tutti qui Sony BMG                                 | IT2 Platin (2015) · (83 Wo.)IT | — | Verkäufe: + 50.000                                        |
| 2006 | Gli altri tutti qui Sony BMG                       | IT2 (29 Wo.)IT | — | Erstveröffentlichung: Oktober 2006                        |
| 2015 | D’amore Sony BMG                                   | IT12 (9 Wo.)IT | — | Erstveröffentlichung: Januar 2015                         |
| 2018 | 50 – Al centro RCA                                 | IT2 Gold · (35 Wo.)IT | — | Erstveröffentlichung: 23. Februar 2018 Verkäufe: + 25.000 |
| 2021 | Tutti qui – Collezione 2021                        | IT19 (4 Wo.)IT | — |                                                           |

### Fremdsprachige Alben
Claudio Baglioni veröffentlichte auch Alben auf Spanisch und Französisch.

| Jahr | Titel                                   | Höchstplatzierung, Gesamtwochen, AuszeichnungChartplatzierungen (Jahr, Titel, Platzierungen, Wochen, Auszeichnungen, Anmerkungen) | Höchstplatzierung, Gesamtwochen, AuszeichnungChartplatzierungen (Jahr, Titel, Platzierungen, Wochen, Auszeichnungen, Anmerkungen) | Anmerkungen |
| Jahr | Titel                                   | IT | ES | Anmerkungen |
| ---- | --------------------------------------- | --- | --- | ----------- |
| 2005 | Todo Baglioni grandes éxitos en Español | IT66 (2 Wo.)IT | ES25 (11 Wo.)ES |             |

Weitere spanischsprachige Alben
- 1975: Sábado por la tarde
- 1977: Éxitos de Claudio Baglioni
- 1977: Un pequeño gran amor
- 1977: Solo
- 1979: Un poco más
- 1979: ¿Y tú cómo estás?
- 1979: Con todo el amor que yo puedo
- 1980: Comment tu vas?
- 1984: Claudio Baglioni en castellano
- 1991: Oltre
- 2006: Siempre aquí

### Singles (Auswahl)
| Jahr | Titel Album                                      | Höchstplatzierung, Gesamtwochen, AuszeichnungChartplatzierungen (Jahr, Titel, Album, Platzierungen, Wochen, Auszeichnungen, Anmerkungen) | Höchstplatzierung, Gesamtwochen, AuszeichnungChartplatzierungen (Jahr, Titel, Album, Platzierungen, Wochen, Auszeichnungen, Anmerkungen) | Anmerkungen                                                       |
| Jahr | Titel Album                                      | IT | CH | Anmerkungen                                                       |
| ---- | ------------------------------------------------ | --- | --- | ----------------------------------------------------------------- |
| 1972 | Fratello sole sorella luna                       | IT22 (2 Wo.)IT | — | aus dem Soundtrack des Films Bruder Sonne, Schwester Mond         |
| 1972 | Questo piccolo grande amore                      | IT1 Platin (2019) · (26 Wo.)IT | — | 2009 auf Platz 26 der FIMI-Charts eingestiegen Verkäufe: + 50.000 |
| 1973 | Amore bello Gira che ti rigira amore bello       | IT5 Gold (2021) · (31 Wo.)IT | — | Verkäufe: + 35.000                                                |
| 1974 | E tu…                                            | IT1 Gold (2019) · (27 Wo.)IT | — | Verkäufe: + 25.000                                                |
| 1975 | Sabato pomeriggio                                | IT1 (26 Wo.)IT | — |                                                                   |
| 1977 | Solo                                             | IT3 (24 Wo.)IT | — |                                                                   |
| 1979 | E tu come stai?                                  | IT6 Gold (2017) · (15 Wo.)IT | — | Verkäufe: + 25.000                                                |
| 1981 | Strada facendo                                   | IT— Platin (2024)IT | CH7 (5 Wo.)CH | Verkäufe: + 100.000                                               |
| 1982 | Avrai Alè-oò                                     | IT1 Platin (2018) · (22 Wo.)IT | — | Verkäufe: + 50.000                                                |
| 1998 | Da me a te                                       | IT1 (12 Wo.)IT | — | Erstveröffentlichung: 28. Mai 1998                                |
| 2009 | Niente più Q.P.G.A.                              | IT17 (4 Wo.)IT | — | Erstveröffentlichung: 10. November 2009                           |
| 2013 | Con voi                                          | IT4 (5 Wo.)IT | — | Erstveröffentlichung: 21. Mai 2013                                |
| 2013 | Dieci dita Con voi                               | IT7 (3 Wo.)IT | — | Erstveröffentlichung: 25. Juni 2013                               |
| 2013 | E noi due là Con voi                             | IT5 (3 Wo.)IT | — | Erstveröffentlichung: 18. Juni 2023                               |
| 2013 | E chi ci ammazza Con voi                         | IT12 (2 Wo.)IT | — | Erstveröffentlichung: 23. Juli 2013                               |
| 2013 | Isole del sud Con voi                            | IT12 (3 Wo.)IT | — | Erstveröffentlichung: 30. Juli 2013                               |
| 2013 | L’ultima cosa che farò Con voi                   | IT12 (3 Wo.)IT | — |                                                                   |
| 2013 | In un’altra vita Con voi                         | IT9 (4 Wo.)IT | — | Erstveröffentlichung: 6. August 2013                              |
| 2013 | Va tutto bene Con voi                            | IT11 (3 Wo.)IT | — | Erstveröffentlichung: 27. August 2013                             |
| 2013 | In cammino Con voi                               | IT12 (2 Wo.)IT | — | Erstveröffentlichung: 27. August 2013                             |
| 2013 | Gli anni della gioventù Con voi                  | IT10 (1 Wo.)IT | — | Erstveröffentlichung: 1. Oktober 2013                             |
| 2013 | Come un eterno addio Con voi                     | IT12 (1 Wo.)IT | — | Erstveröffentlichung: 1. Oktober 2013                             |
| 2013 | Una storia vera Con voi                          | IT25 (1 Wo.)IT | — | Erstveröffentlichung: 22. Oktober 2013                            |
| 2014 | Mille giorni di te e di me Oltre (1990)          | IT78 Platin · (1 Wo.)IT | — | Verkäufe: + 50.000                                                |
| 2020 | Gli anni piu belli In questa storia che è la mia | IT53 (1 Wo.)IT | — | Erstveröffentlichung: 3. Januar 2020                              |

Weitere Lieder
- 1981: Via (IT: Gold (2023) , Verkäufe: + 50.000[16])
- 1985: La vita è adesso (IT: Gold (2021) , Verkäufe: + 35.000[16])

### Duette
- mit Alan Sorrenti: Figli delle stelle (in Anime in gioco von Claudio Baglioni, 1997)
- mit Enzo Jannacci: E la vita la vita (in Anime in gioco von Claudio Baglioni, 1997)
- mit den Inti Illimani: El pueblo unido (in Anime in gioco von Claudio Baglioni, 1997)
- mit Litfiba: Sandokan (in Anime in gioco von Claudio Baglioni, 1997)
- mit Mia Martini: Stelle di stelle (in Oltre von Claudio Baglioni, 1990)
- mit Orietta Berti: Il nostro concerto (in Anime in gioco von Claudio Baglioni, 1997)
- mit Pino Daniele: Io dal mare (in Oltre von Claudio Baglioni, 1990; Daniele spielt Gitarre und singt im Finale)
- mit Renato Zero und Laura Pausini: I migliori anni della nostra vita (live beim Live 8)
- mit Riccardo Cocciante: Pippi Calzelunghe (in Anime in gioco von Claudio Baglioni, 1997)
- mit Roberto Vecchioni: Donna felicità (in Anime in gioco von Claudio Baglioni, 1997)
- mit Ron: Non abbiam bisogno di parole (in Ma quando dici amore von Ron, 2005)
- mit Mango: Amore Bello (in Acchiappanuvole von Mango, 2008)
- mit Noemi und Gianluca Grignani: Quanto ti voglio (in Q.P.G.A. von Claudio Baglioni, 2009)

## Filmografie
- 1972: Bruder Sonne, Schwester Mond (Fratello sole, sorella luna) – Hauptinterpret des Soundtracks
- 1972: Ipotesi sulla scomparsa di un fisico atomico – Schauspieler
- 2009: Questo piccolo grande amore – Drehbuch und Soundtrack

## Bibliografie
- Claudio Baglioni: C’era un cavaliere bianco e nero. Arnoldo Mondadori Editore, Mailand 1998, ISBN 88-04-41676-9.
- Claudio Baglioni, Giuseppe Cesaro: Senza musica. Bompiani, Mailand 2005, ISBN 88-452-3429-0.
- Claudio Baglioni: Q.P.G.A. Arnoldo Mondadori Editore, Mailand 2009, ISBN 88-04-58363-0.
- Claudio Baglioni: L’invenzione del naso e altre storie. Kowalski, 2011, ISBN 88-7496-801-9.

## Belege
1. 1 2 3 4 5  Baglioni, Claudio. In: Enciclopedia Treccani. Abgerufen am 20. November 2015 (italienisch).
2. 1 2 3 4 5 6 7 8  Claudio Baglioni, biografia. In: Rockol.it. 15. Oktober 2013, abgerufen am 20. November 2015 (italienisch).
3. 1 2 3  Claudio Baglioni: Biografia. In: Albo d’oro. Musica e dischi, archiviert vom Original (nicht mehr online verfügbar) am 22. November 2015; abgerufen am 20. November 2015 (italienisch, kostenpflichtiger Abonnement-Zugang).  Info: Der Archivlink wurde automatisch eingesetzt und noch nicht geprüft. Bitte prüfe Original- und Archivlink gemäß Anleitung und entferne dann diesen Hinweis.
4. ↑  Andrea Pedrinelli: Quel gancio in mezzo al cielo. Claudio Baglioni, canzoni fra l’uomo e Dio. Ancora, 2007, S. 12.
5. 1 2 3 4 5 6 7  Biografia. In: Claudio Baglioni – Official Website. Abgerufen am 20. November 2015 (italienisch).
6. ↑  Salvatore Tropea: I magnifici 6 contro i dittatori. In: La Repubblica. 9. September 1988, S. 11 (Onlineartikel [abgerufen am 21. November 2015]).
7. ↑  C’è anche Baglioni nel concerto di Amnesty. In: La Repubblica. 23. Juli 1988, S. 28 (Onlineartikel [abgerufen am 21. November 2015]).
8. ↑  John Bush: Claudio Baglioni, Biography. In: Allmusic. Abgerufen am 20. November 2015 (englisch).
9. ↑  Gloria Pozzi: Baglioni: la tv ha cambiato la mia musica. In: Corriere della Sera. RCS MediaGroup, 24. September 1997, S. 37 (Onlineartikel [abgerufen am 21. November 2015]).
10. ↑  Enrico Varriale: Da me a te. RAI, 21. April 1998, archiviert vom Original (nicht mehr online verfügbar) am 22. November 2015; abgerufen am 21. November 2015 (italienisch).  Info: Der Archivlink wurde automatisch eingesetzt und noch nicht geprüft. Bitte prüfe Original- und Archivlink gemäß Anleitung und entferne dann diesen Hinweis.
11. ↑  Baglioni Sig. Claudio. In: Onorificenze. Presidenza della Repubblica, abgerufen am 20. November 2015 (italienisch).
12. ↑  Fondazione O’Scià. Abgerufen am 21. November 2015 (italienisch).
13. ↑  Questo piccolo grande amore bei IMDb
14. ↑  Home Page – Baglioni Morandi Live. Abgerufen am 21. November 2015 (italienisch).
15. 1 2 3  Chartquellen (Alben):
  - M&D-Chartarchiv. Musica e dischi, archiviert vom Original (nicht mehr online verfügbar) am 18. Mai 2015; abgerufen am 19. November 2015 (italienisch, kostenpflichtiger Abonnement-Zugang; IT bis 1995).  Info: Der Archivlink wurde automatisch eingesetzt und noch nicht geprüft. Bitte prüfe Original- und Archivlink gemäß Anleitung und entferne dann diesen Hinweis.
  - Guido Racca & Chartitalia: Top 100 FIMI Album. Lulu, 2013, S. 72 f. (IT 1995–2012).
  - Alben von Claudio Baglioni. In: Italiancharts.com. Hung Medien, abgerufen am 19. November 2015 (IT seit 2000).
  - Alben von Claudio Baglioni. In: Hitparade.ch. Hung Medien, abgerufen am 19. November 2015 (CH).
16. 1 2 3 4 5 6 7 8 9 10 11 12 13 14 15 16 17 18  Certificazioni, Claudio Baglioni. FIMI, abgerufen am 24. Juni 2025.
17. ↑  Baglioni bags Gold in Italy. (PDF; 8,1 MB) In: Cashbox. worldradiohistory.com, 2. Juni 1979, S. 50, abgerufen am 14. Februar 2022 (englisch).
18. ↑  Chartquellen:
  - Alben von Claudio Baglioni. In: Italiancharts.com. Hung Medien, abgerufen am 21. November 2015 (IT).
  - Alben von Claudio Baglioni. In: Spanishcharts.com. Hung Medien, abgerufen am 21. November 2015 (CH).
19. ↑  Chartquellen (Singles):
  - M&D-Chartarchiv. Musica e dischi, archiviert vom Original (nicht mehr online verfügbar) am 18. Mai 2015; abgerufen am 19. November 2015 (italienisch, kostenpflichtiger Abonnement-Zugang; IT bis 1997).  Info: Der Archivlink wurde automatisch eingesetzt und noch nicht geprüft. Bitte prüfe Original- und Archivlink gemäß Anleitung und entferne dann diesen Hinweis.
  - Guido Racca & Chartitalia: Top 100 FIMI Singoli. Lulu, 2013, S. 68 (IT 1997–2012).
  - Singles von Claudio Baglioni. In: Italiancharts.com. Hung Medien, archiviert vom Original (nicht mehr online verfügbar) am 22. November 2015; abgerufen am 19. November 2015 (IT seit 2000).  Info: Der Archivlink wurde automatisch eingesetzt und noch nicht geprüft. Bitte prüfe Original- und Archivlink gemäß Anleitung und entferne dann diesen Hinweis.
  - Singles von Claudio Baglioni. In: Hitparade.ch. Hung Medien, abgerufen am 19. November 2015 (CH).
  - Caludio Baglioni, classifiche. FIMI, abgerufen am 24. Juni 2025 (italienisch).

| Personendaten    | Personendaten                                       |
| ---------------- | --------------------------------------------------- |
| NAME             | Baglioni, Claudio                                   |
| ALTERNATIVNAMEN  | Baglioni, Claudio Enrico Paolo (vollständiger Name) |
| KURZBESCHREIBUNG | italienischer Liedermacher und Sänger               |
| GEBURTSDATUM     | 16. Mai 1951                                        |
| GEBURTSORT       | Rom                                                 |